# Bresles
Bresles is een gemeente in het Franse departement Oise (regio Hauts-de-France). De plaats maakt deel uit van het arrondissement Beauvais. Bresles telde op 1 januari 2022 4.032 inwoners. 

## Geografie
De oppervlakte van Bresles bedroeg op 1 januari 2022 20,99 vierkante kilometer; de bevolkingsdichtheid was toen 192,1 inwoners per km².

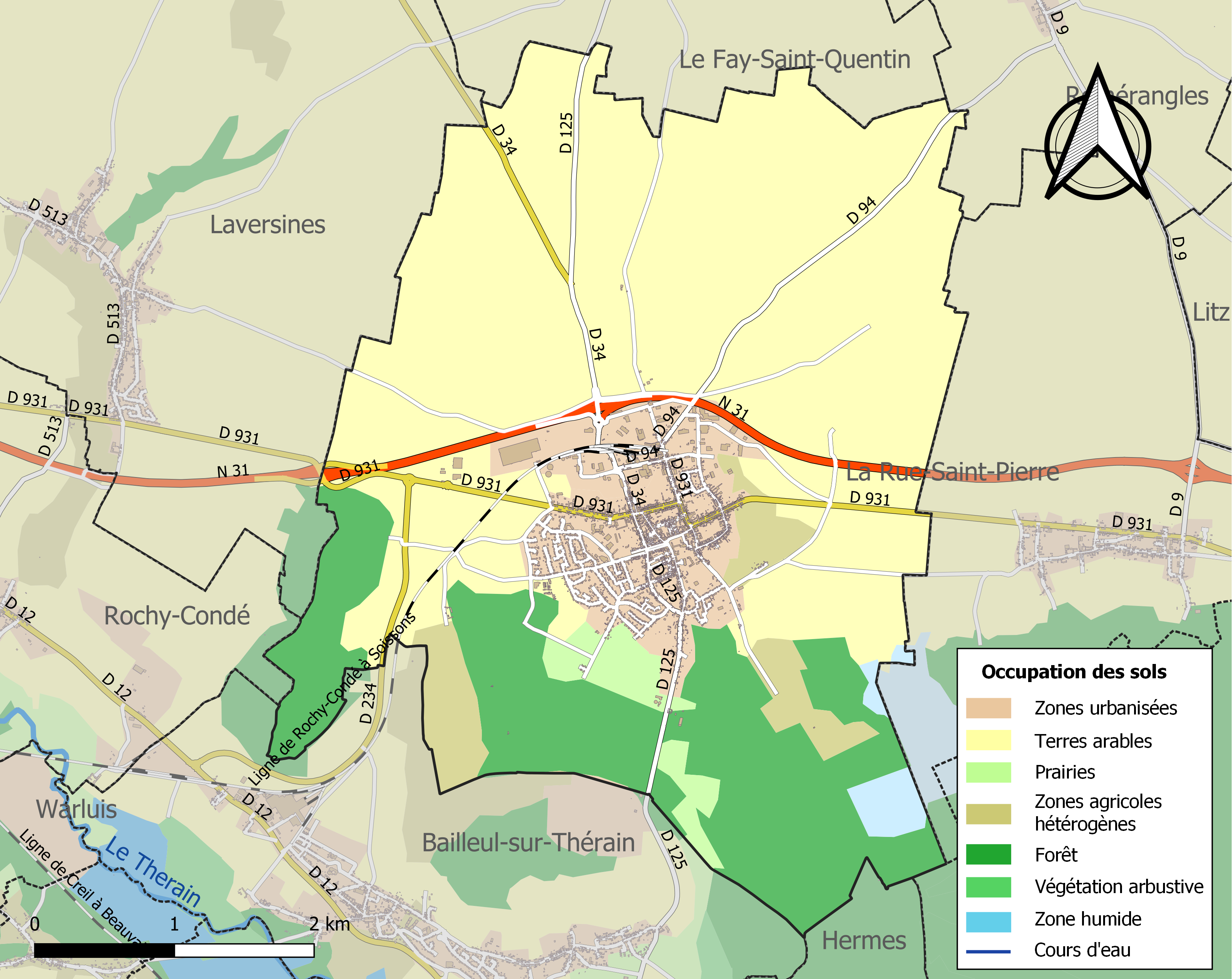
Kaart van de gemeente met belangrijkste infrastructuur, bodemgebruik en omliggende gemeenten

## Demografie
Onderstaande figuur toont het verloop van het inwonertal (bron: INSEE-tellingen).

## Geboren in Bresles
- Jacques Doriot (1898-1945), fascistisch politicus en collaborateur

## Bezienswaardigheden
- het kasteel van Bresles: ten gevolge van de schade aangericht door de Honderdjarige Oorlog werd het opnieuw opgetrokken aan het einde van de 15e eeuw. Aan het begin van de 18e eeuw werd het nog eens heropgebouwd.
- de kerk Saint-Gervais-et-Saint-Prothais: werd gebouwd tussen de tweede helft van de 11e eeuw (schip) en het midden van de 16e eeuw. De klokkentoren dateert uit 1853. De aanwezige stijlen zijn romaans, flamboyante gotiek en neoromaans.